# دائرة الحدائق
دائرة الحدائق إحدى دوائر ولاية سكيكدة الجزائرية، مقرها بلدية الحدائق. 
تبلغ مساحتها 271.75 كم² يقطنها 23605 نسمة (أي بكثافة سكانية تقدر بـ 87 نسمة /كم²).
تضم كل من: 
- بلدية الحدائق
- بلدية بوشطاطة
- بلدية عين زويت

## وصلات أخرى

### وصلات داخلية
- بلدية الحدائق
- ولاية سكيكدة

### وصلات خارجية
- موقع الرسمي لولاية سكيكدة
- موقع منتدى سكيكدة
- التقسيم الإداري لولاية سكيكدة